# 乔治·汉密尔顿 (足球运动员)
乔治·汉密尔顿（英語：George Hamilton，1917年12月7日—2001年5月），生于歐文，苏格兰前男子足球运动员。他曾代表苏格兰代表队参加1954年国际足联世界杯，结果队伍止步小组赛阶段。